# Adrenokortikotropni hormon
Adrenokortikotropni hormon (ACTH), kortikotropin, peptidni je hormon izgrađen od 39 aminokiselina. Njegova biološka sinteza vrši se u hipofizi, u prednjem režnju.

## Fiziološko djelovanje
Stimulacija hormona kore (korteksa) nadbubrežne žlijezde, pa se prvenstveno povećava proizvodnja glukokortikoida. Kortikotropin aktivira preko sustava adenilat-ciklaze kolesterol-esterazu koja iz uskladištenog kolesterol-palmitata oslobađa kolesterol. Osim toga stimuliran je i enzimski sustav koji oksidativno skraćuje pobočni lanac. Dalje se opaža pojačana aktivnost enzima koji proizvode NADPH (malat-dehidrogenaza i glukoza-6-fosfat-dehidrogenaza); NADPH je potreban za hidroksilaciju steroida.